# Парк природе Панонија
Панонија је мало, изоловано војвођанско насеље са потпуно нетипичним пејзажом за Војводину. Налази се на територији општине Бачка Топола у Републици Србији.

## Географске одлике
Панонија се налази у Војводини, у Севернобачком управном округу у општини Бачка Топола. Од седишта општине Бачке Тополе, кроз коју пролази међународни пут Е-5 и железничка пруга, удаљено је дванаест километара. Долазећи на Панонију – одједанпут из и околних њива улазите у једну зелену оазу столетних храстова и четинара, борову шуму, са фантастичним шумским ваздухом, пријатном климом и амбијентом који представља прави рај за одмор и опуштање. После Вршачких планина и Фрушке горе, Панонија има трећу надморску висину у Војводини, са 128 m.

## Историја
1962 – Панонија постаје пољопривредни студентски центар са симултаним преводом за стране студенте.
1964 – Лечилишна функција туризма јер у амбуланти постоје специјалисти за скоро све болести
1968 – У Холандији на изложби цвећа у такмичењу документарних филмова филм Акварели Паноније, који показује Панонију тог времена, осваја прво место. Панонија је тада проглашена за најлепше село Европе и постаје оаза мира и тишине
1969 – Панонија је проглашена за УГЛЕДНО ПОЉОПОРИВРЕДНО ГАЗДИНСТВО ЈУГОСЛАВИЈЕ.
1971 – Панонија је проглашена ФИЛТЕРОМ ПЛУЋА због парка и шуме богате четинарима поред столетних храстова.
1974 – Парк и шума су под заштитом државе.

## Заштита
Од 1974. године парк је под заштитом државе. Статус парка природе Панонија је дефинисан Законом о заштити животне средине, „Службени гласник Републике Србије“ и Службеним гласником Републике Србије. Од четинарских врста ту су: црни бор, европска јела, Панчићева оморика - једина у Војводини, а у средишњем и највећем делу парка преовлађује лишћарска дендофлора, најзаступљенији су: европски граб, јасен, јавор, орах, кестен, европска буква, храст лужњак, платан и бројне друге врсте.

## Демографија
У насељу Панонија живи 649 пунолетних становника, а просечна старост становништва износи 40,7 година (39,2 код мушкараца и 42,3 код жена). У насељу има 273 домаћинства, а просечан број чланова по домаћинству је 2,92. Становништво је у овом насељу веома нехомогено.

## Туризам
Са садржајима које поседује, Панонија има идеалне услове за развој: спортско-рекреативног, конгресног, ловног и риболовног, излетничког туризма, школу у природи и друге облике туризма.